# Друвциемс
Друвциемс (латыш. Druvciems) — часть города Юрмалы на левом берегу Лиелупе, располагающаяся вдоль улицы Слокас, которая ведёт из района Дубулты в район Валтери.

## История
Друвциемс сформировался как примыкавшая к реке Лиелупе и граничившая с лесами Шлокского лесничества часть землевладения Меллужи, принадлежавшего баронам Фиркс. После Первой мировой войны между Валтермуйжей и Друвциемсом была сооружена пожарная станция. К 1935 году здесь было всего две улицы, Охотничья (латыш. Mednieku iela) и Полевая (латыш. Druvu iela), в 1950-х гг. добавились ещё три. В 1970-е гг. район получил нынешнее название, хотя и продолжал считаться частью посёлка Пумпури в составе Юрмалы. В 1981 г. здесь была построена база отдыха Государственного банка СССР. В начале XXI века внешний вид Друвциемса был изменён новой частной застройкой на берегу Лиелупе.